# Bremstender

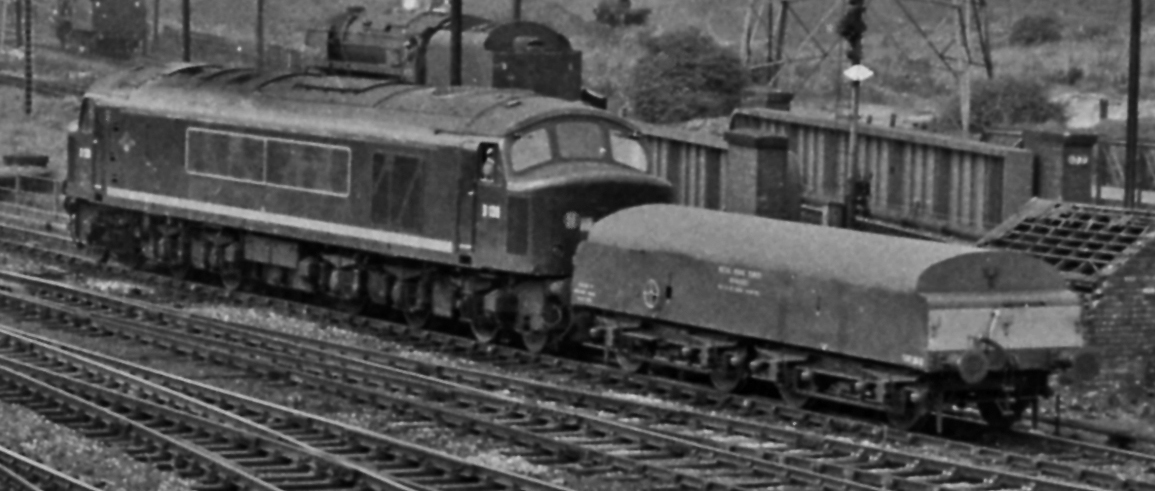
Diesellokomotive BR-Klasse 46
mit Diesel Brake Tender (rechts)

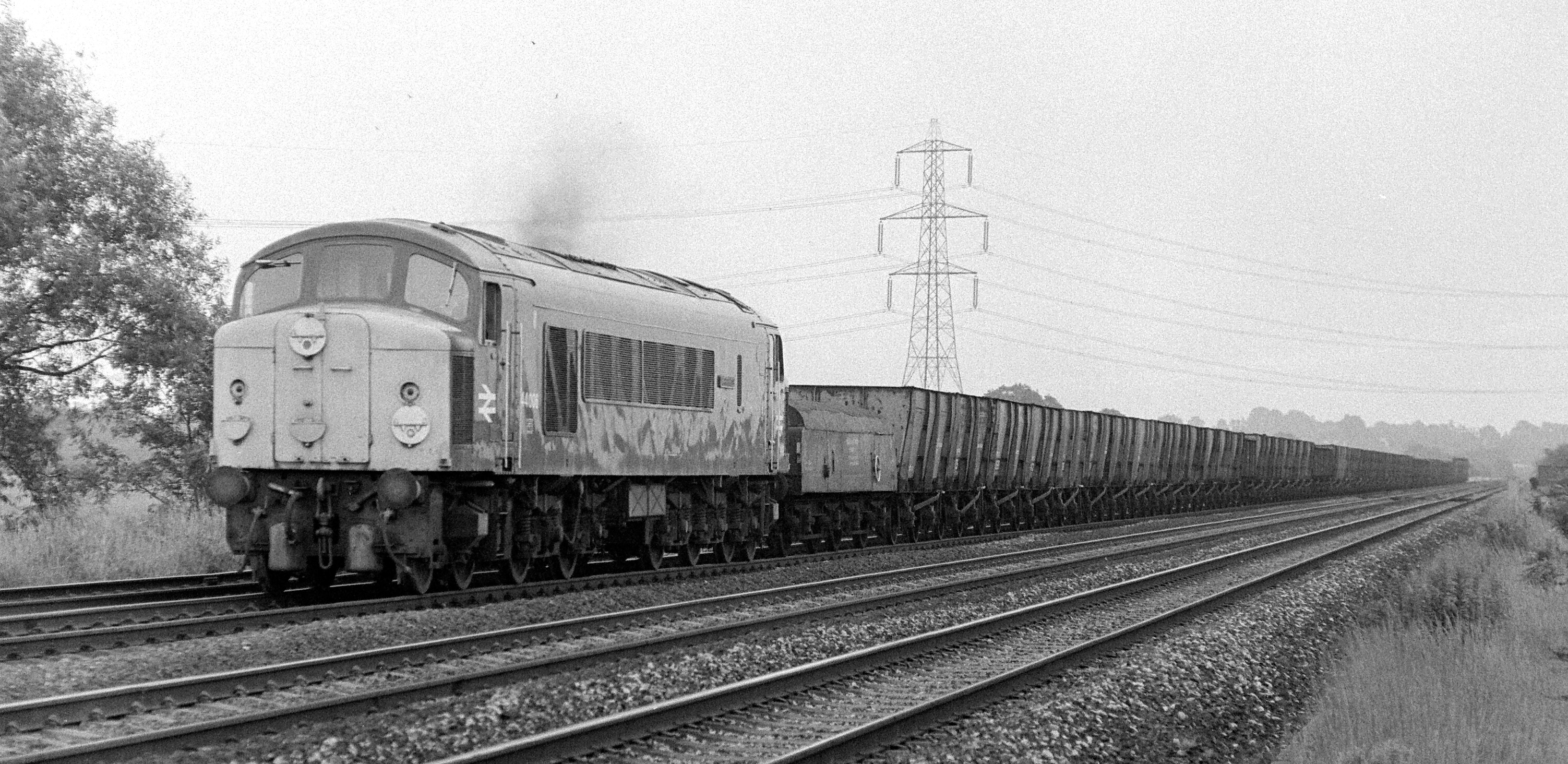
Diesellokomotive der BR-Klasse 44 mit leerem Kohlenzug. Hinter der Lokomotive ist der Bremstender eingereiht.

Die Bremstender, englisch Brake Tender oder Diesel Brake Tender, abgekürzt DBT, waren Eisenbahnwagen, die von British Railways (BR) eingesetzt wurden, um die Bremsleistung von Güterzügen, die mit Diesellokomotiven geführt wurden, zu erhöhen.

## Geschichte

### Bau
Auch nach dem Zweiten Weltkrieg verkehrten in Großbritannien viele Güterzüge ohne durchgehende Bremse. Diese Züge wurden lediglich durch die Lokomotive und den Brake van, den Bremswagen, am Zugschluss gebremst. Mit der Umstellung von Dampf- auf Dieselbetrieb machte sich das im Vergleich zu den Dampflokomotiven geringere Gewicht der Diesellokomotiven negativ bemerkbar, da das fehlende Gewicht der Lokomotive deren Bremsleistung reduzierte. Um diesem Problem entgegenzuwirken, wurde eine Flotte von Bremswagen gebaut, die als Brake Tender bezeichnet wurden.
Die ersten drei Prototypen wurden in den Cowlairs-Werkstätten der British Railways in Glasgow hergestellt und zwischen 1960 und 1961 ausgeliefert. Die 36 t schweren Fahrzeuge waren erfolgreich, was zur Bestellung von weiteren 119 Einheiten führte. Die Bremstender wurden in den bahneigenen Werkstätten in York und Stratford sowie von den vier privaten Waggonfabriken Standard Railway Wagon, Central Wagon, Marcroft Wagons und Derbyshire Wagon gebaut.

### Betrieb
Die Bremstender konnten sowohl vor als auch hinter der Lokomotive eingereiht werden, was die Bremsleistung an der Zugspitze beträchtlich erhöhte. Sie fanden Verwendung in Zügen mit ungebremsten Wagen sowie in Zügen, die teilweise gebremste Wagen mitführten, die in der Regel an der Zugspitze eingereiht wurden. Die Bremstender wurden in allen Regionen Großbritanniens eingesetzt, waren jedoch insbesondere mit Kohlenzügen in Mittel- und Nordengland anzutreffen. Kohlenzüge hatten häufig zwei Bremstender, einen vor und einen hinter der Lokomotive, manchmal auch beide hinter der Lokomotive.
In Südengland kamen die Bremstender zusammen mit Diesellokomotiven vor Kohlenzügen und den Überfuhrzügen, die zwischen den Rangierbahnhöfen Londons verkehrten, zum Einsatz. Die Bremstender waren häufig zusammen mit Lokomotiven der Klassen 17, 24, 25, 37, 40 und 44 anzutreffen; seltener waren Einsätze zusammen mit Elektrolokomotiven oder noch seltener solche mit Dampflokomotiven. Die Höchstgeschwindigkeit der Bremstender war auf 100 km/h (60 mph) festgelegt, wenn sie von der Lokomotive gezogen wurden, während sie auf 70 km/h (45 mph) reduziert wurde, wenn sie von der Lokomotive geschoben wurden.
Die Bremstender waren technisch als Wagen eingestuft, wurden aber betrieblich immer als Teil der Lokomotive betrachtet und waren somit in der Verantwortung der Triebfahrzeugführer und nicht des Zugbegleiters.
Mit den generell schneller verkehrenden Güterzügen wurde ab 1970 verboten, die Bremstender von der Lokomotive schieben zu lassen. Dies machte den Betrieb sicherer, weil es Fälle gab, in denen die Triebfahrzeugführer die Länge des Bremstenders bei einem Signalhalt falsch einschätzten und so der Zug erst im Gefahrenpunkt zum Stehen kam.

### Ausmusterung
Weil sich die durchgehende Bremse an den Zügen in den 1970er Jahren durchsetzte, wurden immer weniger Bremstender benötigt. Ab Mitte 1973 verkehrten keine Bremstender mehr in kommerziellen Zügen. Mitte bis Ende der 1970er Jahre gab es einige jedoch weiterhin bei der Western Region in Bauzügen. Selbst 1979 wurde noch ein Schienentransportzug mit zwei Lokomotiven der Klasse 37 und drei Bremstendern in Südwales beobachtet. Die meisten Bremstender, die mittlerweile zu Dienstwagen umnummeriert waren, hatten den blauen BR-Anstrich erhalten.
Anfang der 1980er Jahre wurden die Bremstender verschrottet. Bei der Museumsbahn Great Central Railway wurde 2017 aus den Resten eines Mk1-Reisezugwagens ein Bremstender nachgebaut. Er erhielt die Wagennummer B964122, die an die Wagennummern der ehemaligen Bremstender der BR anschloss.

## Technik
Die Bremstender hatten einen Aufbau mit Ballast, der auf einem Rahmen montiert war, der von zwei Drehgestellen ausgemusterter Personenwagen getragen wurde. Der Aufbau war so niedrig gehalten, dass er die Sicht des Lokführers nicht behinderte, wenn der Bremstender vor der Lokomotive eingereiht war. Die Bremstender hatten Halterungen für die in Großbritannien üblichen Headcode-Scheiben, die an der Zugspitze dem Stellwerkpersonal die Gattung des Zuges oder dessen Laufweg anzeigten. Diese Halterungen waren notwendig, weil die Headcode-Scheiben an der Front der Lokomotive durch den davor laufenden Bremstender verdeckt worden wären.
Die Wagen waren mit zwei Vakuumbremszylindern und einer Handbremse ausgestattet, die über Handbremsräder an beiden Wagenseiten bedient werden konnte. Die Bremsleistung der Bremstender wurde mit dreieinhalb Standardwagen-Einheiten angegeben, einem Maß für die Bremsleistung, das von British Railways zur Berechnung der Bremsleistung von Zügen verwendet wurde.
Es gab drei Unterbauarten:
- Wagen mit Gresley-Drehgestellen und abgerundeten Aufbauten (78 Stück)
- Wagen mit Gresley-Drehgestellen und flachen Seitenwänden und Decken (10 Stück)[8]
- Wagen mit Drehgestellen von der London, Midland and Scottish Railway (LMS) und abgerundeten Aufbauten (34 Stück)

Die abgerundeten Aufbauten entstanden durch die Weiterverwendung von Wagendachrippen ausgemusterter Personenwagen. Alle zehn Wagen mit den eckigen, genieteten Aufbauten wurden in Stratford gebaut. Ihr Aussehen erinnert an ein Schlachtschiff des Ersten Weltkriegs. Diese Wagen waren größere Versionen der in Cowlairs gebauten drei Prototypen. Sie wogen 38 t und waren somit 2 t schwerer als die übrigen Bremstender.